# Wilhelm Hillesheim
Wilhelm Hillesheim (17. März 1889 in Güls; † 18. Januar 1976 in Koblenz) war ein deutscher Zimmermann und Kommunalpolitiker (CDU).

## Leben
Hillesheim war der Sohn des Gülser Fährmanns Friedrich Wilhelm Hillesheim. Er erlernte den Beruf des Zimmermanns.
1914 wurde er zum Kriegsdienst eingezogen. Im September 1914 wurde er mit dem Eisernen Kreuz 2. Klasse, kurze Zeit danach mit dem Eisernen Kreuz 1. Klasse ausgezeichnet. Während der Zeit der Weimarer Republik war er Mitglied der Zentrumspartei, der er bis zur Auflösung 1933 angehörte. Von 1924 bis 1933 war er Mitglied des Gemeinderats in Güls. Für das ehrenamtliche Engagement für die Bürger bei der Baustatik wurde er mit einer nach ihm benannten Straße (Wilhelmstraße nach Eingemeindung Lubentiusstraße) geehrt.
Im Dritten Reich wurde er als Gegner des Nationalsozialismus zeitweise inhaftiert, dank seiner Auszeichnungen aber, „wegen des hohen Ehrgefühl des Beklagten und seiner Verdienste für das Vaterland“, nur zu einer Geldstrafe verurteilt.
Nach 1945 war er Mitglied der Gemeindevertretung Güls, des Kreistages Koblenz und Stellvertreter des Amtbürgermeisters der Amtsverwaltung Winningen. Ab Dezember 1952 war er Erster Kreisdeputierter des Kreises Koblenz.
In seinem Beruf war er für das Holzbauunternehmen Dillmann in Rhens aufgrund seiner fundierten Statik-Kenntnisse an der Restaurierung zahlreicher im 2. Weltkrieg beschädigter sakraler Bauten beteiligt, so der Liebfrauenkirche in Koblenz, der Basilika in Trier, der Christuskirche und St. Peter in Mainz.
1956 wurde ihm für sein öffentliches Wirken und seinen Verdienst für den Wiederaufbau nach dem Zusammenbruch 1945 das Bundesverdienstkreuz 1. Klasse verliehen. 1968 ehrte ihn die Landesregierung Rheinland-Pfalz mit der Freiherr-vom-Stein-Plakette.
Hillesheim war seit 1918 mit Gertrud Hillesheim (geb. Winter aus Dieblich) verheiratet. Das Paar hatte drei Kinder, Susanne Hermans, Anton Hillesheim und Dora Hahn. Berti Hahn ist ein Enkel von Wilhelm Hillesheim.